# Ernest Mandel
Ernest Ezra Mandel (Fráncfort del Meno, Alemania, 5 de abril de 1923-Bruselas, 20 de julio de 1995) fue un economista, historiador y político belga. Fue uno de los líderes del trotskismo después de la muerte de León Trotski.

## Vida
Pasó su juventud en Amberes. Sus padres, Henri y Rosa Mandel, eran emigrantes judíos de Polonia, siendo Henri Mandel miembro fundador de la Liga Espartaquista de Rosa Luxemburgo y Karl Liebknecht, germen del futuro Partido Comunista de Alemania. Debido a la militancia comunista de su padre, el joven Ernest conoció desde muy temprana edad a militantes y cuadros de esa tendencia política, iniciándose en el marxismo.
Para Mandel la entrada a los estudios universitarios se truncó cuando las fuerzas de ocupación de la Alemania nazi cerraron la universidad. Por aquel entonces Mandel ingresó en Bélgica en la Cuarta Internacional (1939), dirigida por el revolucionario soviético León Trotski.
A lo largo de su vida también fue conocido por sus seudónimos Ernest Germain, Pierre Gousset, Henri Vallin o Walter
Durante la Segunda Guerra Mundial, escapó dos veces después de haber sido detenido en el curso de actividades de resistencia política y sobrevivió al campo de concentración de Dora. Después de la guerra, se convirtió en el líder de los troskistas belgas y en el miembro más joven del secretariado de la Cuarta Internacional junto con Michel Pablo.
Se ganó el respeto como un prolífico periodista con un claro y vivo estilo, como un teórico marxista ortodoxo, y como un portento en la lucha dialéctica. Escribió para numerosos medios de comunicación en los años 1940 y 1950 incluidos Het Parool, Le Peuple, L'Observateur y Agence France-Presse.
En medio de la Guerra Fría defendió públicamente los méritos del marxismo en un debate con el futuro primer ministro de Holanda, el socialdemócrata Joop den Uyl.

## Actividad y pensamiento político
Después del Congreso Mundial de la Cuarta Internacional en 1946, Mandel fue elegido miembro de la dirección de la misma, el Secretariado Internacional. En línea con lo que defendía, se incorporó al Partido Socialista Belga, donde dirigió una tendencia de militantes socialistas marxistas, convirtiéndose en editor del periódico socialista La Gauche (de la edición en flamenco de su publicación hermana, Links). También fue miembro de la Comisión de Estudios Económicos de la Confederación General del Trabajo de Bélgica y colaborador de su dirigente sindical André Renard. Mandel y sus compañeros fueron expulsados del Partido Socialista poco después de la huelga general de 1960, convocada por la CGTB por oponerse a su coalición con los demócrata-cristianos, ejercer el control obrero en numerosas empresas y la lucha contra ley de huelga que aceptaron los socialdemócratas.
Fomentó en 1963 la reunificación entre el Secretariado Internacional que él dirigía y la mayoría de los miembros de la Cuarta Internacional, fundamentalmente una facción dirigida por James P. Cannon, dirigente del Partido Socialista de los Trabajadores de Estados Unidos, que había abandonado la IV internacional en 1953. Tras el reagrupamiento formaron el Secretariado Unificado de la Cuarta Internacional.
Hasta su muerte en 1995, Mandel seguía siendo el más destacado dirigente y teórico de la IV Internacional y de su sección belga, el Partido Obrero Socialista.
Hasta la publicación de su libro Teoría Económica en francés en 1962, Mandel escribió artículos marxistas principalmente tras una serie de seudónimos y por lo tanto sus actividades como trotskista eran poco conocidos fuera de la izquierda. A partir de ese libro retomó sus estudios universitarios y se graduó en lo que hoy es la École Pratique des Hautes Études en París en 1967. Sólo a partir de 1968 Mandel se hizo conocido como figura pública y político marxista y recorrió las universidades de Europa y América dando charlas sobre el socialismo, imperialismo y la revolución.
Aunque en diversas ocasiones se le prohibió la entrada a países como Alemania Occidental, Estados Unidos, Francia, Suiza y Australia, obtuvo un doctorado de la Universidad Libre de Berlín en 1972 (donde dio clase algunos meses) sobre su tesis publicada como capitalismo tardío. Meses después obtuvo plaza de profesor en la Universidad Libre de Bruselas. En 1978 pronunció en las conferencias Alfred Marshall de la Universidad de Cambridge, sobre el tema de la ondas largas del desarrollo capitalista.
Mandel defendió a numerosos disidentes de izquierda, intelectuales que sufrieron la represión política, defendió la cancelación de la deuda externa del tercer mundo, y en la Unión Soviética de Mijaíl Gorbachov era la vanguardia de una petición para la rehabilitación de los acusados en la Gran Purga de 1936-38. En los años 1970, viajó a Rusia para defender su visión de un referéndum libre y democrático del socialismo.
En total, publicó alrededor de 2000 artículos y alrededor de 30 libros durante su vida, que fueron traducidos a muchos idiomas. Además, también editó o contribuyó a un gran número de libros, mantuvo una voluminosa correspondencia, y participó en todo el mundo en decenas de actos políticos.
Consideró que su misión era transmitir el patrimonio del pensamiento marxista clásico, deformado por la experiencia del estalinismo y la Guerra Fría a una nueva generación. Y en gran medida la influencia que hizo sobre una generación de académicos y activistas consiguió la comprensión de importantes conceptos marxistas.
En sus escritos, tal vez lo más sorprendente es la tensión entre la creatividad, la reflexión independiente y el deseo de una adhesión estricta al marxismo. Debido a su compromiso con la democracia socialista, ha sido caracterizado como luxemburguista.
Fue partidario del sistema presupuestario de financiamiento propuesto por el Che Guevara.
Es recordado sobre todo por ser un incansable defensor de la teoría marxista, por sus libros sobre el capitalismo tardío, las teorías sobre las ondas largas del ciclo económico y por su liderazgo intelectual en el movimiento trotskista.
Sin embargo, sus críticos afirman que él era demasiado blando con el estalinismo, y en su teoría económica era poco sistemática y ecléctica, con un exceso de optimismo político. Otros lo han acusado de ser sólo un partidario de las reformas en el capitalismo.

## Obras
Entre sus obras se encuentran:
- 1967 - La formación del pensamiento económico de Karl Marx. Madrid: siglo XXI Editores. ISBN 84-323-0133-7
- 1968 - Respuesta socialista al desafío americano. Editorial Nova Terra, 1968/1970.
- 1969 - Lecciones de Mayo del 68. La Habana: Instituto del Libro, Editorial de Ciencias Sociales.
- 1969 - El fascismo. Ediciones Akal, 1969/1987. ISBN 84-7600-256-4
- 1969 - Consejos obreros, control obrero y autogestión (antología). Santiago de Chile: Ediciones Carlos Mariátegui, 1969/1972.
- 1971 - Introducción a la teoría económica marxista. Uruguay: Carabela Editores.
- 1972 - Construir el partido. Buenos Aires: Shapire Editor, 1972/1974.
- 1972 - El capitalismo tardío. México: Ediciones Era, 1972/1979. ISBN 968-411-009-0
- 1973 - La concentración económica en Estados Unidos. Buenos Aires: Amorrortu editores ISBN 978-950-518-040-0
- 1974 - La recesión generalizada. México: Editorial Transición, 1974/1979.
- 1976 - Tratado de economía marxista, Amadora, Bertrand.
- 1980 - Las ondas largas del desarrollo capitalista: una interpretación marxista. Madrid: siglo XXI Editores, 1980/1986. ISBN 84-323-0558-3
- 1980 - La crisis 1974-1980. México: Ediciones Era.
- 1985 - "El capital": cien años de controversias en torno a la obra de Karl Marx. México: siglo XXI Editores. ISBN 968-23-1127-6
- 1994 - El poder y el dinero. Madrid: siglo XXI Editores. ISBN 968-23-1921-8 Vista previa en Google libros
- 2015 - El significado de la Segunda Guerra Mundial,Buenos Aires: Ceip ed.